# Лесьнево (Великопольське воєводство)
Лесьнево (пол. Leśniewo) — село в Польщі, у гміні Лубово Гнезненського повіту Великопольського воєводства.
Населення — 132 особи (2011).
У 1975-1998 роках село належало до Познанського воєводства.

## Демографія
Демографічна структура станом на 31 березня 2011 року:
|          | Загалом | Допрацездатний вік | Працездатний вік | Постпрацездатний вік |
| -------- | ------- | ------------------ | ---------------- | -------------------- |
| Чоловіки | 71      | 20                 | 41               | 10                   |
| Жінки    | 61      | 19                 | 30               | 12                   |
| Разом    | 132     | 39                 | 71               | 22                   |